# 2022-es Formula–1 emilia-romagnai nagydíj
Az emilia-romagnai nagydíj a 2022-es Formula–1 világbajnokság negyedik futama volt, amelyet 2022. április 22. és április 24. között rendeztek meg az olaszországi Autodromo Enzo e Dino Ferrari versenypályán, Imolában.

## Választható keverékek
| Abroncs              | Friss | Használt |
| -------------------- | ----- | -------- |
| Kemény keverék (C2)  |       |          |
| Közepes keverék (C3) |       |          |
| Lágy keverék (C4)    |       |          |
| Átmeneti esőgumi (I) |       |          |
| Teljes esőgumi (W)   |       |          |

## Szabadedzések

### Első szabadedzés
Az emilia-romagnai nagydíj első szabadedzését április 22-én, pénteken délután tartották, magyar idő szerint 13:30-tól.
| helyezés | versenyző        | csapat/motor          | elért idő | különbség | futott kör |
| -------- | ---------------- | --------------------- | --------- | --------- | ---------- |
| 1        | Charles Leclerc  | Ferrari               | 1:29,402  | −         | 24         |
| 2        | Carlos Sainz Jr. | Ferrari               | 1:30,279  | +0,877    | 25         |
| 3        | Max Verstappen   | Red Bull-RBPT         | 1:30,867  | +1,465    | 21         |
| 4        | Kevin Magnussen  | Haas-Ferrari          | 1:32,439  | +3,037    | 23         |
| 5        | Mick Schumacher  | Haas-Ferrari          | 1:32,988  | +3,586    | 23         |
| 6        | Sergio Pérez     | Red Bull-RBPT         | 1:33,012  | +3,610    | 17         |
| 7        | Fernando Alonso  | Alpine-Renault        | 1:33,160  | +3,758    | 13         |
| 8        | Sebastian Vettel | Aston Martin-Mercedes | 1:33,365  | +3,963    | 22         |
| 9        | Cunoda Júki      | AlphaTauri-RBPT       | 1:33,611  | +4,209    | 18         |
| 10       | George Russell   | Mercedes              | 1:34,262  | +4,860    | 21         |
| 11       | Valtteri Bottas  | Alfa Romeo-Ferrari    | 1:34,615  | +5,213    | 19         |
| 12       | Pierre Gasly     | AlphaTauri-RBPT       | 1:35,104  | +5,702    | 19         |
| 13       | Esteban Ocon     | Alpine-Renault        | 1:35,420  | +6,018    | 14         |
| 14       | Lando Norris     | McLaren-Mercedes      | 1:35,502  | +6,100    | 12         |
| 15       | Daniel Ricciardo | McLaren-Mercedes      | 1:35,625  | +6,223    | 15         |
| 16       | Lance Stroll     | Aston Martin-Mercedes | 1:36,033  | +6,631    | 23         |
| 17       | Alexander Albon  | Williams-Mercedes     | 1:36,461  | +7,059    | 17         |
| 18       | Lewis Hamilton   | Mercedes              | 1:36,464  | +7,062    | 17         |
| 19       | Csou Kuan-jü     | Alfa Romeo-Ferrari    | 1:37,450  | +8,048    | 22         |
| 20       | Nicholas Latifi  | Williams-Mercedes     | 1:39,698  | +10,296   | 15         |

### Második szabadedzés
Az emilia-romagnai nagydíj második szabadedzését április 23-án, szombaton délután tartották, magyar idő szerint 12:30-tól.
| helyezés | versenyző        | csapat/motor          | elért idő  | különbség | futott kör |
| -------- | ---------------- | --------------------- | ---------- | --------- | ---------- |
| 1        | George Russell   | Mercedes              | 1:19,457   | −         | 32         |
| 2        | Sergio Pérez     | Red Bull-RBPT         | 1:19,538   | +0,081    | 33         |
| 3        | Charles Leclerc  | Ferrari               | 1:19,740   | +0,283    | 35         |
| 4        | Lewis Hamilton   | Mercedes              | 1:19,992   | +0,535    | 34         |
| 5        | Fernando Alonso  | Alpine-Renault        | 1:20,174   | +0,717    | 29         |
| 6        | Carlos Sainz Jr. | Ferrari               | 1:20,258   | +0,801    | 31         |
| 7        | Max Verstappen   | Red Bull-RBPT         | 1:20,371   | +0,914    | 36         |
| 8        | Cunoda Júki      | AlphaTauri-RBPT       | 1:20,381   | +0,924    | 35         |
| 9        | Pierre Gasly     | AlphaTauri-RBPT       | 1:20,439   | +0,982    | 37         |
| 10       | Csou Kuan-jü     | Alfa Romeo-Ferrari    | 1:20,498   | +1,041    | 32         |
| 11       | Alexander Albon  | Williams-Mercedes     | 1:20,591   | +1,134    | 34         |
| 12       | Kevin Magnussen  | Haas-Ferrari          | 1:20,740   | +1,283    | 30         |
| 13       | Mick Schumacher  | Haas-Ferrari          | 1:20,977   | +1,520    | 29         |
| 14       | Lance Stroll     | Aston Martin-Mercedes | 1:21,149   | +1,692    | 38         |
| 15       | Sebastian Vettel | Aston Martin-Mercedes | 1:21,155   | +1,698    | 38         |
| 16       | Esteban Ocon     | Alpine-Renault        | 1:21,179   | +1,722    | 30         |
| 17       | Nicholas Latifi  | Williams-Mercedes     | 1:21,263   | +1,806    | 31         |
| 18       | Lando Norris     | McLaren-Mercedes      | 1:23,821   | +4,364    | 6          |
| 19       | Daniel Ricciardo | McLaren-Mercedes      | idő nélkül |           |            |
| 20       | Valtteri Bottas  | Alfa Romeo-Ferrari    | idő nélkül |           |            |

## Időmérő edzés
Az emilia-romagnai nagydíj időmérő edzését április 22-én, pénteken délután tartották, magyar idő szerint 17:00-tól.
| helyezés              | rajtszám | versenyző        | csapat/motor          | 1. rész    | 2. rész  | 3. rész    | rajthely | futott kör |
| --------------------- | -------- | ---------------- | --------------------- | ---------- | -------- | ---------- | -------- | ---------- |
| 1                     | 1        | Max Verstappen   | Red Bull-RBPT         | 1:19,295   | 1:18,793 | 1:27,999   | 1        | 22         |
| 2                     | 16       | Charles Leclerc  | Ferrari               | 1:18,796   | 1:19,584 | 1:28,778   | 2        | 22         |
| 3                     | 4        | Lando Norris     | McLaren-Mercedes      | 1:20,168   | 1:19,294 | 1:29,131   | 3        | 22         |
| 4                     | 20       | Kevin Magnussen  | Haas-Ferrari          | 1:20,147   | 1:19,902 | 1:29,164   | 4        | 21         |
| 5                     | 14       | Fernando Alonso  | Alpine-Renault        | 1:20,198   | 1:19,595 | 1:29,202   | 5        | 26         |
| 6                     | 3        | Daniel Ricciardo | McLaren-Mercedes      | 1:19,980   | 1:20,031 | 1:29,742   | 6        | 21         |
| 7                     | 11       | Sergio Pérez     | Red Bull-RBPT         | 1:19,773   | 1:19,296 | 1:29,808   | 7        | 25         |
| 8                     | 77       | Valtteri Bottas  | Alfa Romeo-Ferrari    | 1:20,419   | 1:20,192 | 1:30,439   | 8        | 23         |
| 9                     | 5        | Sebastian Vettel | Aston Martin-Mercedes | 1:20,364   | 1:19,957 | 1:31,062   | 9        | 25         |
| 10                    | 55       | Carlos Sainz Jr. | Ferrari               | 1:19,305   | 1:18,990 | idő nélkül | 10       | 13         |
| 11                    | 63       | George Russell   | Mercedes              | 1:20,383   | 1:20,757 |            | 11       | 16         |
| 12                    | 47       | Mick Schumacher  | Haas-Ferrari          | 1:20,422   | 1:20,916 |            | 12       | 16         |
| 13                    | 44       | Lewis Hamilton   | Mercedes              | 1:20,470   | 1:21,138 |            | 13       | 15         |
| 14                    | 24       | Csou Kuan-jü     | Alfa Romeo-Ferrari    | 1:19,730   | 1:21,434 |            | 14       | 16         |
| 15                    | 18       | Lance Stroll     | Aston Martin-Mercedes | 1:20,342   | 1:28,119 |            | 15       | 14         |
| 16                    | 22       | Cunoda Júki      | AlphaTauri-RBPT       | 1:20,474   |          |            | 16       | 11         |
| 17                    | 10       | Pierre Gasly     | AlphaTauri-RBPT       | 1:20,732   |          |            | 17       | 11         |
| 18                    | 6        | Nicholas Latifi  | Williams-Mercedes     | 1:21,971   |          |            | 18       | 13         |
| 19                    | 31       | Esteban Ocon     | Alpine-Renault        | 1:22,338   |          |            | 19       | 9          |
| –                     | 23       | Alexander Albon  | Williams-Mercedes     | idő nélkül |          |            | 20[a]    | 3          |
| 107%-os idő: 1:24,311 |          |                  |                       |            |          |            |          |            |

Megjegyzések:
- ↑ a:  Alexander Albon a 107%-os limiten kívül végzett, de végül rajtengedélyt kapott a stewardoktól.

## Sprintkvalifikáció
Az emilia-romagnai sprintkvalifikációja április 23-án, szombaton rajtolt, magyar idő szerint 16:30-kor.
| helyezés | rajtszám | versenyző        | csapat/motor          | futott kör | idő/kiesés oka | rajthely | pont | futam rajthely |
| -------- | -------- | ---------------- | --------------------- | ---------- | -------------- | -------- | ---- | -------------- |
| 1        | 1        | Max Verstappen   | Red Bull-RBPT         | 21         | 30:39,567      | 1        | 8    | 1              |
| 2        | 16       | Charles Leclerc  | Ferrari               | 21         | +2,975         | 2        | 7    | 2              |
| 3        | 11       | Sergio Pérez     | Red Bull-RBPT         | 21         | +4,721         | 7        | 6    | 3              |
| 4        | 55       | Carlos Sainz Jr. | Ferrari               | 21         | +17,578        | 10       | 5    | 4              |
| 5        | 4        | Lando Norris     | McLaren-Mercedes      | 21         | +24,561        | 3        | 4    | 5              |
| 6        | 3        | Daniel Ricciardo | McLaren-Mercedes      | 21         | +27,740        | 6        | 3    | 6              |
| 7        | 77       | Valtteri Bottas  | Alfa Romeo-Ferrari    | 21         | +28,133        | 8        | 2    | 7              |
| 8        | 20       | Kevin Magnussen  | Haas-Ferrari          | 21         | +30,712        | 4        | 1    | 8              |
| 9        | 14       | Fernando Alonso  | Alpine-Renault        | 21         | +32,278        | 5        |      | 9              |
| 10       | 47       | Mick Schumacher  | Haas-Ferrari          | 21         | +33,773        | 12       |      | 10             |
| 11       | 63       | George Russell   | Mercedes              | 21         | +36,284        | 11       |      | 11             |
| 12       | 22       | Cunoda Júki      | AlphaTauri-RBPT       | 21         | +38,298        | 16       |      | 12             |
| 13       | 5        | Sebastian Vettel | Aston Martin-Mercedes | 21         | +40,177        | 9        |      | 13             |
| 14       | 44       | Lewis Hamilton   | Mercedes              | 21         | +41,459        | 13       |      | 14             |
| 15       | 18       | Lance Stroll     | Aston Martin-Mercedes | 21         | +42,910        | 15       |      | 15             |
| 16       | 31       | Esteban Ocon     | Alpine-Renault        | 21         | +43,517        | 19       |      | 16             |
| 17       | 10       | Pierre Gasly     | AlphaTauri-RBPT       | 21         | +43,794        | 17       |      | 17             |
| 18       | 23       | Alexander Albon  | Williams-Mercedes     | 21         | +48,871        | 20       |      | 18             |
| 19       | 6        | Nicholas Latifi  | Williams-Mercedes     | 21         | +52,017        | 18       |      | 19             |
| Ki       | 24       | Csou Kuan-jü     | Alfa Romeo-Ferrari    | 0          | baleset        | 14       |      | boxutca[a]     |

Megjegyzések:
- ↑ a:  — Csou Kuan-jü a parc fermé ideje alatt az autóját módosították a Pierre Gasly-val történt ütköze után, ezért a bokszutcából kellett indulnia.

## Futam
Az emilia-romagnai futama április 24-én, vasárnap rajtolt, magyar idő szerint 15:00-kor.
| helyezés | rajtszám | versenyző        | csapat/motor          | futott kör | idő/kiesés oka   | rajthely | pont  |
| -------- | -------- | ---------------- | --------------------- | ---------- | ---------------- | -------- | ----- |
| 1        | 1        | Max Verstappen   | Red Bull-RBPT         | 63         | 1:32:07,986      | 1        | 26[a] |
| 2        | 11       | Sergio Pérez     | Red Bull-RBPT         | 63         | +16,527          | 3        | 18    |
| 3        | 4        | Lando Norris     | McLaren-Mercedes      | 63         | +34,834          | 5        | 15    |
| 4        | 63       | George Russell   | Mercedes              | 63         | +42,506          | 11       | 12    |
| 5        | 77       | Valtteri Bottas  | Alfa Romeo-Ferrari    | 63         | +43,181          | 7        | 10    |
| 6        | 16       | Charles Leclerc  | Ferrari               | 63         | +56,072          | 2        | 8     |
| 7        | 22       | Cunoda Júki      | AlphaTauri-RBPT       | 63         | +1:01,110        | 12       | 6     |
| 8        | 5        | Sebastian Vettel | Aston Martin-Mercedes | 63         | +1:10,892        | 13       | 4     |
| 9        | 20       | Kevin Magnussen  | Haas-Ferrari          | 63         | +1:15,260        | 8        | 2     |
| 10       | 18       | Lance Stroll     | Aston Martin-Mercedes | 62         | +1 kör           | 15       | 1     |
| 11       | 23       | Alexander Albon  | Williams-Mercedes     | 62         | +1 kör           | 18       |       |
| 12       | 10       | Pierre Gasly     | AlphaTauri-RBPT       | 62         | +1 kör           | 17       |       |
| 13       | 44       | Lewis Hamilton   | Mercedes              | 62         | +1 kör           | 14       |       |
| 14       | 31       | Esteban Ocon     | Alpine-Renault        | 62         | +1 kör[b]        | 16       |       |
| 15       | 24       | Csou Kuan-jü     | Alfa Romeo-Ferrari    | 62         | +1 kör           | boxutca  |       |
| 16       | 6        | Nicholas Latifi  | Williams-Mercedes     | 62         | +1 kör           | 19       |       |
| 17       | 47       | Mick Schumacher  | Haas-Ferrari          | 62         | +1 kör           | 10       |       |
| 18       | 3        | Daniel Ricciardo | McLaren-Mercedes      | 62         | +1 kör           | 6        |       |
| Ki       | 14       | Fernando Alonso  | Alpine-Renault        | 6          | baleseti sérülés | 9        |       |
| Ki       | 55       | Carlos Sainz Jr. | Ferrari               | 0          | baleset          | 4        |       |

Megjegyzések:
- ↑ a:  Max Verstappen a helyezéséért járó pontok mellett a versenyben futott leggyorsabb körért további 1 pontot szerzett.
- ↑ b:  Esteban Ocon a 11. helyen ért célba, de öt másodperces időbüntetést kapott mert veszélyesen engedték ki a kerékcserét követően Lewis Hamilton elé.[3]

## A világbajnokság állása a verseny után
| H   | Versenyzők       | Pont | H   | Konstruktőrök         | Pont |
| --- | ---------------- | ---- | --- | --------------------- | ---- |
| 1.  | Charles Leclerc  | 86   | 1.  | Ferrari               | 124  |
| 2.  | Max Verstappen   | 59   | 2.  | Red Bull-RBPT         | 113  |
| 3.  | Sergio Pérez     | 54   | 3.  | Mercedes              | 77   |
| 4.  | George Russell   | 49   | 4.  | McLaren-Mercedes      | 46   |
| 5.  | Carlos Sainz Jr. | 38   | 5.  | Alfa Romeo-Ferrari    | 25   |
| 6.  | Lando Norris     | 35   | 6.  | Alpine-Renault        | 22   |
| 7.  | Lewis Hamilton   | 28   | 7.  | AlphaTauri-RBPT       | 16   |
| 8.  | Valtteri Bottas  | 24   | 8.  | Haas-Ferrari          | 15   |
| 9.  | Esteban Ocon     | 20   | 9.  | Aston Martin-Mercedes | 5    |
| 10. | Kevin Magnussen  | 15   | 10. | Williams-Mercedes     | 1    |

(A teljes táblázat)

## Statisztikák
- Vezető helyen:
  - Max Verstappen: 63 kör (1-63)
- Max Verstappen 14. pole-pozíciója, 17. versenyben futott leggyorsabb köre. és 22. futamgyőzelme, ezzel pedig negyedik mesterhármasa, valamint második Grand Chelem-e.[4]
- A Red Bull Racing 77. futamgyőzelme.
- Max Verstappen 62., Sergio Pérez 17., Lando Norris 6. dobogós helyezése.